# جورج بارنز (سياسي أسترالي)
جورج بارنز (بالإنجليزية: George Powell Barnes)‏ هو سياسي أسترالي، ولد في 1856 في أستراليا، وتوفي في 9 ديسمبر 1949 في بريزبان في أستراليا. انتخب عضو المجلس التشريعي ولاية كوينزلاند.